# Низове (Красногвардійський район)
Низове (крим. Yañı Tilençi) — колишнє село в Україні. Було розташоване в Красногвардійському районі Криму. Зняте з обліку 19 листопада 2008 року.